# 孙坪镇
孙坪镇是中国陕西省汉中市城固县下辖的一个镇。

## 行政区划
孙坪镇下辖以下行政区：
孙坪村、罗汉村、宗家湾村、土门村、阳官村、玉皇村、青山村、高桥村、黄田村、姚家湾村